# Daoxuan
Daoxuan (702-760) ou Dōsen en japonais est un important moine bouddhiste chinois, actif dans la période des débuts du bouddhisme japonais, qui importa les enseignements de l'école Chán du nord et de l'école Huayan, ainsi que les préceptes bodhisattva au Japon en 736. Il sert également en tant que risshi (律師, « maître des préceptes ») pour l'ordination avant l'arrivée de Ganjin et préside l'inauguration du Todai-ji.

## Biographie
Né dans la province de Hunan en 702, Daoxuan reçoit à un jeune âge l'ordination de l'école vinaya de Chine (律宗) au temple Dafu (大福) à Loyang. Après avoir appris le vinaya, il voyage et pratique la méditation chán pendant un certain un temps suivie par l'étude intensive des doctrines tiantai avant de retourner à son temple d'origine où il anime des conférences.
En 733, deux moines japonais, Eiei (栄叡) et Fushō (普照) viennent en Chine à la recherche d'un maître vinaya qui les accompagnerait au Japon afin d'y délivrer des ordinations bouddhistes orthodoxes. Daoxuan accepte de les accompagner et arrive en 736. Toutefois, les règles du vinaya disposent qu'un minimum de 10 bhikkhu (moines) est nécessaire pour les nouvelles ordinations, aussi Daoxuan ne peut-il mener un service d'ordination avant 754 lorsque Ganjin et ses disciples arrivent au Japon.
Dans l'intervalle, Dao Xuan a apporté les derniers enseignements bouddhistes de Chine et donne des conférences sur des sujets tels que le Brahmājālasūtra (mahāyāna) et les préceptes. Les conférences de Daoxuan sur l'avatamsaka Sutra et sa connaissance des enseignements de l'école Huayan amènent l'empereur Shomu à construire le Todai-ji comme centre pour l'étude supérieure de l'école Huayan. Il est également écrit qu'il chante des dhāranī lors de la cérémonie d'inauguration du Grand Bouddha au Todai-ji. En 751, il est nommé « maître des préceptes » et accueille Ganjin à son arrivée ainsi que Bodhisena.
En 760, son état de santé se dégrade et il est forcé de se retirer au temple Hisodera dans la province de Yoshino où il meurt la même année.